# Monte Fairweather

El monte Fairweather es una montaña ubicada a 20 km al este del océano Pacífico, en el Parque nacional y reserva de la Bahía de los Glaciares, en Estados Unidos. Mientras la mayor parte de la montaña se encuentra dentro del borough de Yakutat (Alaska), la cumbre también se halla dentro del parque natural Provincial Tatshenshini-Alsek, en la Columbia Británica (Canadá), convirtiéndola en el punto más alto de la provincia. También es designada como el pico limítrofe 164 o como el punto limítrofe Estados Unidos/Canadá #164.
Con una altitud de 4671 m y una prominencia de 3956 m, es la 18.ª montaña norteamericana más alta y la 6.ª más prominente y es el 26.º pico ultraprominente del mundo (su pico padre es el monte Steele). Tiene un aislamiento topográfico de 200,28 km.
El monte fue bautizado como Fairweather (lit., 'buen tiempo') el 3 de mayo de 1778 por el capitán James Cook, aparentemente por las inusuales condiciones climáticas de ese momento.
El Fairweather fue ascendido por primera vez en 1931, por los montañistas Allen Carpé y Terris Moore.

## Geografía

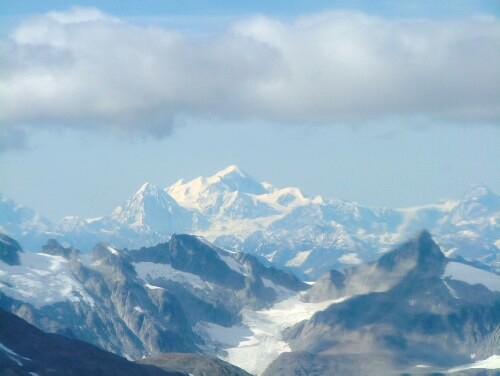
Vista del monte Fairweather

El monte Fairweather se ubica justo sobre la bahía de los Glaciares en el cordón Fairweather de las montañas San Elías. También marca el extremo noroeste del Panhandle de Alaska.
Al igual que muchos grandes montes de las montañas San Elías, el Fairweather tiene un gran relieve vertical debido a su imponente elevación desde la bahía de los Glaciares. De todas maneras, producto de las malas condiciones climatológicas en el área, ese efecto es habitualmente oscurecido por las nubes que suelen cubrir la cumbre.
Conocida en el idioma tlingit como Tsalxhaan, una leyenda local dice que este monte y el Yaas'éit'aa Shaa (monte San Elías) estaban originalmente uno al lado del otro, pero tras una discusión se separaron. Sus hijos, las montañas entre ambos picos, se conocen como Tsalxhaan Yatx'i (los 'hijos de Tsalxaan').
Pese a su nombre, el monte Fairweather generalmente tiene severas condiciones meteorológicas. Recibe cerca de 2,54 m de precipitaciones al año (mayormente en forma de nieve) y puede llegar a temperaturas de alrededor de -46 °C.

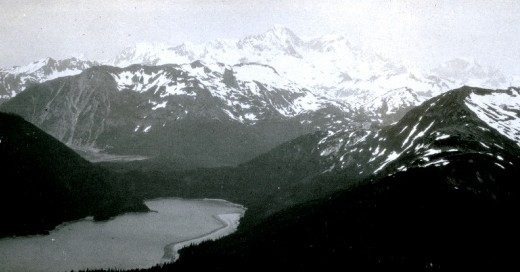
Dixon Harbor con el monte Fairweather al centro de la imagen, 1925.